# Хаусхофер, Йоханнес
Йоханнес Хаусхофер (Johannes Haushofer) — современный экономист, исследователь в области психологии и поведенческой экономики. С 2014 по 2020 год преподавал в Принстонском университете (доцент кафедры психологии и связей с общественностью). В 2021 году переехал в Швецию, где работает на факультете экономики в Стокгольмском университете. Также он является научным сотрудником в Национальном Бюро Экономических Исследований, создателем и научным директором Бусарского Центра Поведенческой Экономики (некоммерческая исследовательская организация в Найроби, Кения).

## Образование
В 2003 году окончил Оксфордский университет по специальности физиология, психология и философия, получив степень бакалавра с отличием первого класса. В 2008 году получил докторскую степень в области нейробиологии в Гарвардском университете, а в 2012 в области экономики в университете Цюриха. С 2011 по 2014 являлся лауреатом премии по экономике Массачусетского технологического института и университета Гарварда.

## Членство
- С 2009 года член исследовательской сети «Инновации для борьбы с нищетой»;
- С 2012 года основатель и научный директор Бусаркого Центра Поведенческой Экономики;
- С 2015 года научный сотрудник Центра Истории и Экономики университета Гарварда;
- С 2017 года научный сотрудник Национального Бюро Экономических Исследований;
- С 2019 года старший научный сотрудник университета семьи Джайна и института Коллективных Товаров им. Макса Планка;
- С 2020 года научный сотрудник института Экономики Промышленности, член Бюро Исследований и Экономического Анализа Развития и стипендиат Центра Глобального Развития.

## «Резюме неудач»
В 2016 году Йоханнес Хаусхофер опубликовал CV of failures, список своих неудач, показывая, что важно обращать внимание не только на успехи, но и на поражения. Резюме содержит следующие пункты: «Ученые степени, которые мне не достались», «Академические должности и членства, которых я не достиг», «Награды и стипендии, которых я не добился», «Академические журналы, которые мне отказали» и «Финансирование исследований, которые я не получил». В конце документа экономист выделил свой главный провал — тот факт, что резюме неудач привлекло больше внимания, чем вся его научная деятельность.

## Публикации

### Экономика
- Christensen, D., Dube, O., Haushofer, J., Siddiqi, B., & Voors, M. (in press). Healthcare Delivery During Crises: Experimental Evidence from Sierra Leone’s Ebola Outbreak. Quarterly Journal of Economics.
- Egger, D., Miguel, E., Warren, S. S., Parkerson, D., Mobarak, A. M., Fink, G., . . . Vernot, C. (in press). Falling Living Standards during the COVID-19 Crisis: Quantitative Evidence from Nine Developing Countries. Science Advances.
- Haushofer, J., Jain, P., Musau, A., & Ndetei, D. M. (in press). Stress May Increase Choice of Sooner Outcomes, But Not Temporal Discounting. Journal of Economic Behavior & Organization.
- Balakrishnan, U., Haushofer, J., & Jakiela, P. (2020). How Soon Is Now? Evidence of Present Bias from Convex Time Budget Experiments. Experimental Economics, 23, 294—321.
- Baranov, V., Haushofer, J., & Jang, C. (2020). Can Positive Psychology Improve Psychological Wellbeing and Economic Decision-Making? Experimental Evidence from Kenya. Economic Development and Cultural Change, 68(4), 1345—1376.
- Christensen, D., Dube, O., Haushofer, J., Siddiqi, B., & Voors, M. (2020). Community-Based Crisis Response: Evidence from Sierra Leone’s Ebola Outbreak. American Economic Review: Papers & Proceedings, 110, 260—264.
- Haushofer, J., Chemin, M., Jang, C., & Abraham, J. (2020). Economic and Psychological Effects of Health Insurance and Cash Transfers: Evidence from a Randomized Experiment in Kenya. Journal of Development Economics, 144, 102416.
- Haushofer, J. & Metcalf, C. J. E. (2020). Which interventions work best in a pandemic? Science, 368(6495), 1063—1065.
- Haushofer, J., Ringdal, C., Shapiro, J., & Wang, X.-Y. (2020). Spousal (dis)agreement in reporting of intimate partner violence in Kenya. American Economic Review: Papers & Proceedings, 110, 620—624.
- Haushofer, J., Riis-Vestergaard, M. I., & Shapiro, J. (2019). Is There a Social Cost of Randomization? Social Choice and Welfare, 52(4), 709—739.
- de Quidt, J., Haushofer, J., & Roth, C. (2018). Measuring and Bounding Experimenter Demand. American Economic Review, 108(11), 3266-3302.
- Haushofer, J. & Shapiro, J. (2016). The Short-Term Impact of Unconditional Cash Transfers to the Poor: Experimental Evidence from Kenya. Quarterly Journal of Economics, 131(4), 1973—2042.
- Haushofer, J. & Fehr, E. (2014). On the Psychology of Poverty. Science, 344(6186), 862—867.
- Haushofer, J., Biletzki, A., & Kanwisher, N. (2010). Both Sides Retaliate in the Israeli-Palestinian Conflict. Proceedings of the National Academy of Sciences of the United States of America, 107(42), 17927-17932.

### Психология
- Esopo, K., Derby, L., & Haushofer, J. (2020). Interventions to Improve Adherence to Antenatal and Postnatal Care Regimens Among Pregnant Women in Sub-Saharan Africa: A Systematic Review. BMC Pregnancy and Childbirth, (20), 316.
- Haushofer, J. (2019c). Psychological Origins of the Industrial Revolution: Why We Need Causal Methods and Historians. Behavioral and Brain Sciences, 42, e200.
- Haushofer, J. & Reisinger, J. (2019). Atheist Primes Reduce Religiosity and Subjective Wellbeing. Religion, Brain & Behavior, 9(2), 126—142.
- Tol, W. A., Murray, S., Lund, C., Bolton, P. A., Murray, L., Davies, T., . . . Bass, J. (2019). Can Mental Health Treatments Help Prevent or Reduce Intimate Partner Violence in Low- and Middle-Income Countries? A Systematic Review. BMC Women’s Health, 19(1), 728.
- Esopo, K., Mellow, D., Thomas, C., Uckat, H., Abraham, J., Jain, P., . . . Haushofer, J. (2018). Measuring SelfEfficacy, Executive Function, and Temporal Discounting in Kenya. Behaviour Research and Therapy, 101, 30-45.
- Lund, C., Brooke-Sumner, C., Baingana, F., Baron, E. C., Breuer, E., Chandra, P., . . . Saxena, S. (2018). Social Determinants of Mental Disorders and the Sustainable Development Goals: A Systematic Review of Reviews. The Lancet Psychiatry, 5(4), 357—369.
- Riis-Vestergaard, M. I., van Ast, V., Cornelisse, S., Joëls, M., & Haushofer, J. (2018). The Effect of Hydrocortisone Administration on Intertemporal Choice. Psychoneuroendocrinology, 88, 173—182.
- Bryan, C. J., Mazar, N., Jamison, J., Braithwaite, J., Dechausay, N., Fishbane, A., . . . Haushofer, J. (2017). Overcoming Behavioral Obstacles to Escaping Poverty. Behavioral Science & Policy, 3(1), 80-91.
- Riis-Vestergaard, M. I. & Haushofer, J. (2017). Stuff Goes Wrong, so Act Now. Behavioral and Brain Sciences, 40, e340.
- Steinbeis, N., Haushofer, J., Fehr, E., & Singer, T. (2016). Development of Behavioral Control and Associated vmPFC-DLPFC Connectivity Explains Children’s Increased Resistance to Temptation in Intertemporal Choice. Cerebral Cortex, 26(1), 32-42.
- Haushofer, J., Cornelisse, S., Seinstra, M., Fehr, E., Joëls, M., & Kalenscher, T. (2013). No Effects of Psychosocial Stress on Intertemporal Choice. PloS One, 8(11), e78597.
- Eisenegger, C., Haushofer, J., & Fehr, E. (2011). The Role of Testosterone in Social Interaction. Trends in Cognitive Sciences, 15(6), 263—271.
- Haushofer, J., Baker, C. I., Livingstone, M. S., & Kanwisher, N. (2008). Privileged Coding of Convex Shapes

in Human Object-Selective Cortex. Journal of Neurophysiology, 100(2), 753—762.
- Haushofer, J., Livingstone, M. S., & Kanwisher, N. (2008). Multivariate Patterns in Object-Selective Cortex Dissociate Perceptual and Physical Shape Similarity. PLOS Biology, 6(7), e187.
- Op de Beeck, H. P., Haushofer, J., & Kanwisher, N. G. (2008). Interpreting fMRI data: Maps, Modules and Dimensions. Nature Reviews Neuroscience, 9(2), 123—135.
- Saxe, R. & Haushofer, J. (2008). For Love or Money: A Common Neural Currency for Social and Monetary Reward. Neuron, 58(2), 164—165.
- Haushofer, J. & Kanwisher, N. (2007). In the Eye of the Beholder: Visual Experience and Categories in the Human Brain. Neuron, 53(6), 773—775.
- Schiller, P. H. & Haushofer, J. (2005). What is the Coordinate Frame Utilized for the Generation of Express Saccades in Monkeys? Experimental Brain Research, 167(2), 178—186.
- Schiller, P. H., Haushofer, J., & Kendall, G. (2004a). An Examination of the Variables that Affect Express Saccade Generation. Visual Neuroscience, 21(2), 119—127.
- Schiller, P. H., Haushofer, J., & Kendall, G. (2004b). How Do Target Predictability and Precueing Affect the Production of Express Saccades in Monkeys? European Journal of Neuroscience, 19(7), 1963—1968.